# Kinetični penetrator
Kinetični penetrator je vrsta izstrelka, ki ne vsebuje eksploziva, temveč njegov rušilni učinek izhaja iz kinetične energije samega izstrelka.
Čeprav ta opis ustrezajo tudi krogle, ki se uporabljajo v ročnem strelnem orožju, slednjih ne označujemo z izrazom kinetični penetratorji, temveč se ta izraz uporablja za izstrelke, namenjene prebijanju oklepa. Kinetični penetratorji se danes uporabljajo pretežno kot tankovsko orožje, ki služi za boj proti oklepnim vozilom in bunkerjem.
Učinkovit kinetični penetrator zahteva:
- čim večjo hitrost ob izstopu iz topovske cevi in ob udarcu (zahteva po majhnem zračnem uporu),
- čim večjo koncentracijo sile ob udarcu,
- čim večjo maso ob ne prevelikem volumnu izstrelka.

Zaradi teh zahtev so moderni kinetični penetratorji oblikovani kot kovinske puščice. Izstrelek je zasnovan kot podkalibrsko strelivo, da je izstopna hitrost iz cevi čim večja - po navadi približno dvakrat višja od izstopne hitrosti krogle iz puške.
Sam izstrelek sestoji iz materiala z veliko gostoto, kot sta npr. volfram ali zlitine z osiromašenim uranom. Osiromašen uran ob veliki gostoti omogoča tudi samodejno ostrenje konice izstrelka ter samovžig ob udarcu, vendar je izredno strupen.